# Жорнівський Бір (заказник)
Жо́рнівський Бір — ландшафтний заказник місцевого значення в Україні. Розташований в межах Коропського району Чернігівської області, між селами Вільне і Жернівка. 
Площа 232 га. Статус присвоєно згідно з рішенням Чернігівського облвиконкому від 29.07.1975 року № 319; від 27.12.1984 року № 454; від 28.08.1989 року № 164; рішення Чернігівської обласної ради від 14.05.1999 року. Перебуває у віданні ДП «Борзнянське лісове господарство» (Коропське л-во, кв. 14-17). 
Статус присвоєно для збереження лісового масиву з високопродуктивними насадженнями сосни. У домішку — береза. 